# Еспераза
Еспераза (фр. Espéraza) насеље је и општина у јужној Француској у региону Лангдок-Русијон, у департману Од која припада префектури Лиму.
По подацима из 2011. године у општини је живело 2088 становника, а густина насељености је износила 198,48 становника/km². Општина се простире на површини од 10,52 km². Налази се на средњој надморској висини од 244 метара (максималној 480 m, а минималној 229 m).

## Демографија
| 1962. | 1968. | 1975. | 1982. | 1990. | 1999. | 2011. |
| ----- | ----- | ----- | ----- | ----- | ----- | ----- |
| 2.593 | 2.766 | 2.529 | 2.512 | 2.250 | 2.129 | 2.088 |

График промене броја становника у току последњих година